# Stephanie Hundertmark
Stephanie Hundertmark (* 5. März 1968 in Celle) ist eine deutsche Sängerin.

## Biografie
Den Grundstein ihrer Karriere legte Stephanie Hundertmark bereits in ihrer Kindheit mit Kinderchor, Blockflöten- und Klavierunterricht. Nach einem Auslandsjahr in Kalifornien nutzte sie die neu gewonnene Verbindung zur englischen Sprache, um sich dem Songwriting zu widmen und in Bands zu singen. Zu Beginn der 90er Jahre zog sie von Celle nach Hamburg und entwickelte dort ihren Stil weiter. Für einige Zeit kehrte sie in die USA zurück und verbesserte ihre Songwriting-Kenntnisse an der Northern California Songwriters Association. Anschließend nahm sie in Hamburg am Popkurs der Musikhochschule teil. Sie sang als Studiomusikerin für diverse Fernseh-, Werbe- und CD-Produktionen und erlebte ihre ersten Radio-, Fernseh- und Auslandsauftritte mit der A-cappella-Band Five Live. Im Jahr 2001 entdeckte sie der Hamburger Produzent Ansgar Üffink für sein gerade gegründetes Ambient-Projekt Vargo und veröffentlichte mit ihr Ende 2004 das Album Beauty. Hundertmarks Solo-Album Wishlist fertigte sie zusammen mit dem Produzententeam von Bluwi. Einige der Stücke waren bereits durch den Film Außer Kontrolle bekannt, für den Hundertmark der Schauspielerin Christiane Paul ihre Stimme leiht. Nach zwei weiteren Vargo-Alben, Precious (2010) und Goodbye Is A New Beginning (2014), von denen letzteres ein Abschiedsalbum darstellt, konzentrierte sich Hundertmark wieder auf ihre Songwriting-Talente: Für ihre eigenen Werke buchte sie 2015 den kanadischen Produzenten Joby Baker, dessen Aufnahmen bereits für den Grammy, Latin Grammy und Juno Award nominiert wurden und reiste zur Produktion ihres zweiten Solo-Albums in dessen Baker Studios nach Vancouver Island. Im Mai 2017 wurde schließlich ihr dort produziertes Solo-Album Enjoy The View unter dem Vargo-Label Ambient Domain veröffentlicht. 

## Diskografie
- Vargo: Beauty (2004)
- Stephanie Hundertmark: Wishlist (2005)
- Martin Carbow: A cappella and more
- Martin Carbow: O Du funkige (2009)
- Vargo: Precious (2010)
- Vargo: Goodbye Is A New Beginning (2014)
- Stephanie Hundertmark: Enjoy The View (2017)